# Wude Ayalew
Wude Ayalew Yimer (Gojjam, 4 luglio 1987) è una maratoneta e mezzofondista etiope.

## Palmarès
| Anno | Manifestazione      | Sede        | Evento        | Risultato | Prestazione | Note |
| ---- | ------------------- | ----------- | ------------- | --------- | ----------- | ---- |
| 2008 | Campionati africani | Addis Abeba | 10000 m piani | Bronzo    | 32'55"17    |      |
| 2009 | Mondiali            | Berlino     | 10000 m piani | Bronzo    | 30'51"95    |      |
| 2010 | Campionati africani | Nairobi     | 10000 m piani | 4ª        | 32'29"92    |      |
| 2011 | Giochi panafricani  | Maputo      | 10000 m piani | Argento   | 33'24"88    |      |
| 2015 | Giochi panafricani  | Brazzaville | 10000 m piani | 4ª        | 31'39"81    |      |

## Campionati nazionali
2004
- 5ª ai campionati etiopi, 10000 m piani - 35'43"2

## Altre competizioni internazionali
2006
- Bronzo al Giro Media Blenio ( Dongio) - 15'56"

2008
- Oro alla Corrida Internacional de São Silvestre ( San Paolo), 15 km - 51'37"

2009
- Bronzo alla World Athletics Final ( Salonicco), 3000 m piani - 8'30"93

2010
- Oro alla World 10K Bangalore ( Bangalore) - 31'58"

2013
- 9ª alla World 10K Bangalore ( Bangalore) - 32'54"

2014
- Oro alla Corrida Internacional de São Silvestre ( San Paolo), 15 km - 50'43"

2015
- Oro alla Corrida Internacional de São Silvestre ( San Paolo), 15 km - 51'04"
- Argento alla World 10K Bangalore ( Bangalore) - 32'10"

2016
- Bronzo alla Maratona di Shanghai ( Shanghai) - 2h27'08"
- Argento alla Mezza maratona di Lisbona ( Lisbona) - 1h09'23"
- Bronzo alla World 10K Bangalore ( Bangalore) - 32'33"

2017
- 7ª alla Maratona di Roma ( Roma) - 2h36'02"
- 7ª alla Maratona di Shanghai ( Shanghai) - 2h30'12"
- 8ª alla World 10K Bangalore ( Bangalore) - 33'33"

2019
- Argento alla Maratona di Abu Dhabi ( Abu Dhabi) - 2h24'03"

2021
- 8ª alla Maratona di Abu Dhabi ( Abu Dhabi) - 2h47'29"

2022
- Argento alla Corrida Internacional de São Silvestre ( San Paolo), 15 km - 50'01"

2023
- Bronzo alla Corrida Internacional de São Silvestre ( San Paolo), 15 km - 51'46"